# Stade Ménez-Paul
Le stade Ménez Paul est un stade de football situé à Brest dans le département du Finistère. Inauguré en 1933, il est le second stade de Brest derrière le Stade Francis-Le Blé.
Depuis son inauguration, il accueille les matchs de l'AS Brestoise et depuis récemment, la réserve du Stade brestois 29 joue dans un stade qui après des agrandissements et des travaux qui font baisser la capacité du stade. Aujourd'hui la capacité du stade est de 3 800 places dont 600 assises.

## Histoire du stade

### Construction du stade
Durant les années 1920, une société, la "Société immobilière du Parc des Sports" crée par des supporters et des dirigeants permet la construction du stade Menez-Paul. La construction du stade est lancée mais dès le début, les critiques fusent. Le terrain étant en pente, beaucoup de personnes pensaient que c'était impossible d'aplanir le terrain. Mais en quelques semaines, l'entreprise A.Marc réalise les deux plateaux qui existe toujours aujourd'hui. Dès lors, les deux tribunes du stade sont construites et le 11 novembre 1933, après un investissement de 850 000 francs, le stade est inauguré. Le stade est composé de deux tribunes, la tribune principale, d'un capacité de 2 000 places assises et la tribune en face, d'une capacité de 5 000 places debout. Le stade dès son inauguration accueille les matchs de l'AS Brestoise.

### Extension et AS Brestoise

#### Période d'affluence
Pour son inauguration, le stade d'une capacité de 10 000 places accueille un tournoi entre le club local, le SCO d'Angers, le FC Lorient, le Stade Quimpérois et le Stade Morlaisien. Dès sa première année, le stade accueille un match de Coupe de France entre l'AS Brestoise et le Club Français devant 5 000 spectateurs. En mars 1936, le record d'affluence du stade est battu lors d'un match entre l'AS Brestoise et le FC Lorient qui se joue devant 7 000 spectateurs. Deux ans, le record est de nouveau battu avec 7 500 spectateurs entre l'ASB et le Stade Morlaisien.
Durant la Seconde Guerre mondiale, le stade est légèrement détruit lors de l'occupation allemande et des chevaux étaient présents sur le terrain. Durant les années 1950, la ville décide de le transformer en parc municipal. En 1950, 10 000 spectateurs s'entassent dans les tribunes lors d'un match de Coupe de France entre les deux clubs rivaux de la ville, le Stade brestois et l'AS Brestoise. Le match verra, le Stade brestois s'imposer deux buts à un. En 1952, une rénovation a lieu au stade avec la couverture de la tribune de 5 000 places, le stade peut dès lors accueillir 20 000 spectateurs. En 1954, lors d'un match entre le Stade Quimpérois et le Stade rennais, la victoire six buts à deux est suivi devant 11 894 spectateurs, nouveau record d'affluence du stade. Lors de l'année 1960, le record d'affluence est battu, 13 311 spectateurs pour le derby brestois. Ce qui constitue la meilleure affluence de l'histoire de la CFA 1935-1971. En 1966, l'équipe de France amateur joue à Menez Paul contre les amateurs italiens. Devant 5 430 spectateurs, l'équipe de France  bat les  amateurs italiens, 3 buts à 1.

#### Nouvelle rénovation pour le haut niveau
Dans les années 1970, l'AS Brest, dépassée sportivement par son rival, le Stade brestois, attire moins de spectateurs. En plus de cela, la vétusté du stade précipite le départ du public. En 1979, des projecteurs d'une puissance totale de 520 lux sont installés dans le stade, sachant qu'à l'époque, il fallait 400 lux pour un match de Division 1. La puissance peut être doublée et atteindre 1 040 lux ce qui correspond à l'éclairage du Parc des Princes. De plus, un grillage de 2,50 m de haut est installé tout le long du terrain pour répondre aux normes du haut niveau. Enfin, un grillage pour accéder aux vestiaires est installé et la pelouse du stade est refaite à neuf. Cette rénovation est onéreuse puisque la totalité es travaux coûte à la ville 1 500 000 de francs, dont 1 250 000 francs uniquement pour l'éclairage.

#### Déclin du stade et rénovation
Le stade se vide et accueille plus que 250 spectateurs en moyenne alors qu'il y a 20 ans, plusieurs milliers de spectateurs s'amassaient dans les gradins du stade. En 1984, l'état du stade inquiète, le toit des gradins a du être démonté car celui-ci menaçait de s'effondrer mais un projet de rénovation pour porter la capacité à 1 500 places est en cours. L'année suivante, le stade fait peau neuve, une tribune provisoire de 512 places est installé alors que la tribune principale construite en 1930 va être démolie. Une nouvelle tribune de 600 places est construite à la place de l'ancienne tribune principale détruite quelques années auparavant. La capacité après cette rénovation est réduite à 3 800 places dont 600 places assises dans la tribune principale.

### Stade brestois B, Renouveau
En plus d'accueillir l'AS Brestoise depuis son inauguration, le stade accueille les matchs de l'équipe réserve du Stade brestois, club rival de l'ASB. En 2012, une pelouse synthétique remplace l'ancienne pelouse en herbe et le nouveau tramway de Brest est inauguré, ce dernier passe à côté du stade. Aujourd'hui, le stade accueille tous les matchs de National 3 de la réserve du SB29 ainsi que les matchs de l'équipe de l'AS Brestoise qui joue aujourd'hui en Régional 2.

## Utilisation

### Sports

#### Clubs de football
Le stade Ménez Paul accueille deux équipes de football, l'équipe de football de l'AS Brestoise depuis 1933, le club jouait avant cela depuis 1921, au stade Pen-Ar-Raty. Les locaux du stade sont le siège du club. L'équipe réserve du Stade brestois 29 joue également ses matchs de National 3 dans le stade de 3 800 places.

#### Autres sports
De temps en temps, des matchs de cricket se déroulent sur le terrain stabilisé de Menez Paul, sans pour autant faire partie d'un quelconque club.

## Localisation

### Accès
Le stade se situe proche du Stade Francis-Le Blé, dans le quartier Europe. Le stade est proche de la Galerie, le Phare de l'Europe et de départementales à 4 voies qui contournent la ville.

### Transport en commun
Le stade est desservi par la ligne A du tramway de Brest, arrêt Ménez Paul et est proche de l'arrêt Villeneuve (ligne 15 ) et Villeneuve et Dourjacq (ligne 70)

## Affluence

### Record d'affluence
| Rang | Spectateurs | Compétition       | Rencontre                                             | Date |
| ---- | ----------- | ----------------- | ----------------------------------------------------- | ---- |
| 1    | 13 311      | CFA               | AS Brestoise (CFA) - Stade brestois (CFA)             | 1960 |
| 2    | 11 894      | Coupe de France   | Stade Quimpérois (CFA) - Stade rennais (D2)           | 1954 |
| 3    | 11 836      | CFA               | AS Brestoise (CFA) - Stade brestois (CFA)             | 1960 |
| 4    | 10 707      | Coupe de France   | RC Strasbourg (D1) - Stade briochin (DH)              | 1966 |
| 5    | 10 000      | Coupe de France   | AS Brestoise (CFA) - Stade brestois (DH)              | 1950 |
| 6    | 10 000      | CFA               | AS Brestoise (CFA) - Stade brestois (CFA)             | 1959 |
| 7    | 10 000      | Match amical      | Stade de Reims (D1) - Atletica Portuguesa (Série A)   | 1955 |
| 8    | 9 949       | Coupe de France   | Lille OSC (D1) - Stade Pontivyen (Ligue)              | 1953 |
| 9    | 9 320       | Coupe de France   | AS Brestoise (CFA) - Stade brestois (CFA)             | 1951 |
| 10   | 9 318       | CFA               | AS Brestoise (CFA) - Stade brestois (CFA)             | 1961 |
| 11   | 9 000       | Match amical      | Angers SCO (L1) - Atlético Madrid (Liga)              | 1957 |
| 12   | 9 000       | Match amical      | Olympique lyonnais (L1) - Bolton Wanderers (PL)       | 1958 |
| 13   | 8 000       | Match amical      | Lille OSC (L1) - Canto do Rio Football Club (Série A) | 1958 |
| 14   | 7 855       | Coupe de France   | AS Brestoise (CFA) - Le Havre AC (D2)                 | 1957 |
| 15   | 7 737       | CFA               | AS Brestoise (CFA) - GFC Ajaccio (CFA)                | 1963 |
| 16   | 7 500       | DH                | AS Brestoise (DH) - Stade Morlaisien (DH)             | 1938 |
| 17   | 7 290       | CFA               | AS Brestoise (CFA) - US Quevilly (CFA)                | 1956 |
| 18   | 7 212       | CFA               | AS Brestoise (CFA) - Stade brestois (CFA)             | 1967 |
| 19   | 7 000       | DH                | AS Brestoise (DH) - FC Lorient (DH)                   | 1936 |
| 20   | 7 000       | Coupe Gambardella | Brest U19 - Nîmes U19                                 | 1973 |